# ماياواتي
ناراسيما راو، رئيس وزراء الهند السابق، وصف صعود ماياواتي من بدايات متواضعة بـ «معجزة الديمقراطية». في عام 1993، شكلت كانشي رام ائتلافًا مع حزب ساماجوادي وأصبحت ماياواتي رئيسة وزراء ولاية أوتار براديش في عام 1995. وكانت أول امرأة تتولى منصب رئيس وزراء في الهند. في عامي 1997 و2002 كانت رئيسة الوزراء بدعم خارجي من حزب بهاراتيا جاناتا، وكانت المرة الثانية فقط لمدة عام حتى 26 أغسطس 2003 بسبب سحب حزب بهاراتيا جاناتا الدعم.
اجتذبت فترة ولاية مياواتي الثناء والنقد. ينظر إليها غالبية الداليت في جميع أنحاء الهند على أنها أيقونة، ويشير إليها باسم بيهين جي (أخت). لقد تم الإشادة بجهودها في جمع التبرعات نيابة عن حزبها وقد احتفل مؤيدوها بأعياد ميلادها على نطاق واسع. تم انتقاد ارتفاع ثروتها الشخصية وثروة حزبها باعتباره مؤشرًا على الفساد.
بعد خسارة انتخابات المجلس التشريعي لعام 2012 لصالح حزب ساماجوادي المنافس، استقالت من منصبها كزعيم للحزب في 7 مارس 2012. في وقت لاحق من ذلك الشهر، تم انتخابها لعضوية راجيا سابها، مجلس الشيوخ بالبرلمان الهندي.

## النشأة والتعليم
ولدت ماياواتي في 15 يناير 1956 في مستشفى السيدة سوشيتا كريبالاني، نيودلهي لعائلة داليت من طبقة للإتصال. كان والدها، برابهو داس، موظفًا في مكتب بريد في بادالبور، جوتام بوذا نجر. تم إرسال أبناء الأسرة إلى مدارس خاصة، بينما ذهبت البنات إلى «مدارس حكومية منخفضة الأداء».
درست مياواتي للحصول على درجة البكالوريوس. في عام 1975 في كلية كاليندي، جامعة دلهي وحصلت لاحقًا على ليسانس الحقوق من جامعة دلهي. أكملت البكالوريوس من كلية فيديافاتي موكاند لال بنات بجامعة ميروت، غازي آباد، عام 1976. كانت تعمل كمعلمة في (Inderpuri JJ Colony)، دلهي، وتدرس لامتحانات الخدمات الإدارية الهندية، عندما قامت الطوائف المجدولة والقبائل المصنفة وغيرها من الطبقات المتخلفة، السياسي كانشي رام بزيارة منزل عائلتها في عام 1977. وفقًا لسيرة ذاتية أجوي بوس، أخبرها رام: «يمكنني أن أجعلك قائدًا كبيرًا في يوم من الأيام بحيث لا يصطف واحد من ضباط معايير المحاسبة الدولية بل صف كامل من ضباط معايير المحاسبة الدولية لأوامرك.» في عام 1983، حصلت ماياواتي على ليسانس الحقوق من جامعة دلهي. ضمها كانشي رام كعضو في فريقه عندما أسس حزب باهوجان ساماج في عام 1984. تم انتخاب ماياواتي لأول مرة لعضوية البرلمان عام 1989.

## مهنة سياسية مبكرة
أسس كانشي رام البنك المركزي الفلبيني في عام 1984. تأثر أمبيدكار، المهندس الرئيسي لدستور الهند، ينصب التركيز الأساسي للحزب على تحسين وضع الطبقات الاجتماعية والقبائل المحرومة والمجموعات المحرومة الأخرى من خلال إصلاح السياسات، والعمل الإيجابي على توظيف أعضاء الطوائف المجدولة للمناصب الحكومية، وتوفير برامج التنمية الريفية. الحجز في الهند هو نظام يتم بموجبه حجز نسبة مئوية من المناصب الحكومية والمقاعد في الجامعات لأشخاص من الطبقات المتخلفة والطوائف والقبائل المصنفة. طوال حياتها المهنية السياسية، دعمت ماياواتي الحجز في كل من القطاعين الحكومي والخاص للطبقات المتخلفة، مع زيادة الحصص وإدراج المزيد من المجتمعات مثل الأقليات الدينية والطبقات العليا الضعيفة اقتصاديًا. في أغسطس 2012 تمت الموافقة على مشروع قانون يبدأ عملية تعديل الدستور بحيث يمكن توسيع نظام الحجز ليشمل الترقيات في وظائف الدولة. لقد أطلق رئيس وزراء الهند السابق بي في ناراسيمها راو على مسيرة ماياواتي المهنية «معجزة الديمقراطية». ينظر إليها الملايين من أنصار داليت على أنها أيقونة ويشير إليها باسم «بيهين جي» (أخت). وقد حضر اجتماعاتها العامة جماهير كبيرة، ممن استخدموا شعارات مثل «كانشي رام كا بعثة أدورا، كاريجي بهين ماياواتي بوريلا» (سوف تكمل مهمة كانشي رام التي لم يتم إنجازها بواسطة ماياواتي) و «بيهنجي توم سانغارش الحرب، همهمة تورم سايث هاين» (أختي، إذهبي في كفاحك، نحن معك).
في حملتها الانتخابية الأولى في عام 1984، أرسل حزب حزب بهوجان ساماج ماياواتي إلى مقعد لوك سابها (مجلس النواب) في كايرانا في منطقة مظفرناغار، وبينور في عام 1985، وهريدوار في عام 1987. في عام 1989، تم انتخابها كممثلة عن بينور، بأغلبية 183.189 صوتًا، وفازت بـ 8.879 صوتًا. على الرغم من أن حزب بهوجان ساماج لم يفز بالسيطرة على المنزل، إلا أن
التجربة الانتخابية أدت إلى نشاط كبير لمياواتي على مدى السنوات الخمس التالية، حيث عملت مع محسود أحمد ومنظمين آخرين. فاز الحزب بثلاثة مقاعد في الانتخابات الوطنية عام 1989 ومقعدين عام 1991.
تم انتخاب ماياواتي لأول مرة لعضوية راجيا سابها (مجلس الشيوخ) في ولاية أوتار براديش في عام 1994. في عام 1995، أصبحت كرئيسة لحزبها، رئيسة وزراء في حكومة ائتلافية قصيرة العمر، وأصغر رئيسة وزراء في تاريخ الولاية حتى تلك اللحظة، وأول رئيسة وزيرة لداليت في الهند. فازت في انتخابات لوك سابها في دائرتين انتخابيتين مختلفتين في عام 1996 واختارت الخدمة في هارورا. أصبحت رئيسة الوزراء مرة أخرى لفترة قصيرة في عام 1997 ثم من 2002 إلى 2003 في ائتلاف مع حزب بهاراتيا جاناتا. في عام 2001 عينها رام خلفا له لقيادة الحزب.

### رئاسة حزب بهوجان ساماج
في 15 ديسمبر 2001، في خطاب خلال تجمع حاشد في لكناو، عين كانشي رام ماياواتي خلفًا له. انتخبت رئيسةً وطنيةً لدائرة الشؤون المالية والتجارية في 18 سبتمبر 2003. تم انتخابها دون معارضة لولاية ثانية على التوالي في 27 أغسطس 2006، وولاية ثالثة في 30 أغسطس 2014 ولولاية رابعة في 28 أغسطس 2019.

## رئيس وزراء ولاية أوتار براديش
كرئيس للوزراء، اكتسبت ماياواتي سمعة طيبة في الإدارة الفعالة وتعزيز القانون والنظام، ونال الثناء حتى من أحزاب المعارضة والمنافسين الآخرين. في عام 2007، تم القبض على عضو الجمعية التشريعية أوماكانت ياداف من حزبها السياسي المتهم في قضية الاستيلاء على الأراضي بالقرب من منزلها بناءً على أوامرها. خلال الفترة من سبتمبر / أيلول إلى أكتوبر / تشرين الأول 2010، وقت صدور الحكم في أيودهيا، حافظت حكومتها على القانون والنظام وظلت الدولة سلمية. تم سجن العديد من المجرمين البارزين وعناصر المافيا خلال فترة رئاستها. ودعت إلى قوانين صارمة لمكافحة الاغتصاب. حدثت أعمال شغب أقل، وحالات اغتصاب أقل، وأقل فساد خلال فترة ولايتها مقارنة بالحكومات السابقة أو المتعاقبة. في الجمعية 2007-2012، فقط 124 عضو الجمعية التشريعية كانت كروريباتيس مقارنة بـ 271 كروريباتيس في الجمعية المتعاقبة المنتخبة في 2012. حققت ولاية أوتار براديش معدل نمو أعلى للناتج المحلي الإجمالي بنسبة 17 في المائة وجرائم أقل في ظل نظام ماياواتي مقارنة بالحكومات السابقة والتالية.

### الدورة الأولى 1995
شغل ماياواتي منصب رئيس الوزراء لأول مرة من 3 يونيو 1995 إلى 18 أكتوبر 1995. خلال هذه الفترة، تم إنشاء مناطق جديدة في منطقة أمبيدكار نجر ومنطقة أودهام سينغ ناجار.

### الدورة الثانية 1997
وكانت فترة ولايتها الثانية من 21 آذار / مارس 1997 إلى 20 أيلول / سبتمبر 1997. تم تأجير سيارة في ظل حكومتها بتاتا أو غرام سبها مؤجرة لآلاف السكان المعدمين. في أبريل 1997، أنشأت منطقة غوتام بوده ناغار من منطقة غازي أباد، تم فصل منطقة كوشامبي عن منطقة الله أباد، ومنطقة جيوتيبا فول ناجار من منطقة مراد آباد. في مايو 1997، تم إنشاء منطقة ماهامايا ناجار من منطقة عليكرة وتم تقسيم منطقة باندا إلى وشاتراباتي شاهوجي ماهراج ناجار. وعقد ماياواتي اجتماعات مراجعة مع بيروقراطيين وأوقف 127 ضابطًا. قامت بإعداد جوائز الدكتور أمبيدكار وأقامت أكثر من 100 تمثال بأحجام مختلفة من أمبيدكار في لكناو وكانبور والله أباد والمدن الرئيسية الأخرى.

### الفترة الثالثة 2002-2003
وكانت فترة ولايتها الثالثة من 3 مايو 2002 إلى 26 أغسطس 2003. قامت بإيقاف 12 من ضباط معايير المحاسبة الدولية، بما في ذلك مفوضي الأقسام وقضاة المقاطعات. تم إيقاف ستة ضباط من مصلحة السجون الإسرائيلية لفشلهم في الحفاظ على القانون والنظام، بينما تم تحذير 24 ضابطًا من التحسن. بدأت جامعة غوتام بوذا بمساحة 511 فدانًا. أعادت تسمية جامعة الملك جورج الطبية إلى جامعة شاتراباتي شاهوجي مهراج الطبية. قام بإيقاف ثلاثة من كبار المسؤولين بعد المراجعة في قسمين إداريين.

### 2007 الدولة و2009 الانتخابات العامة
تعتبر ولاية أوتار براديش، الولاية الأكثر اكتظاظًا بالسكان في الهند وواحدة من أفقرها، محورية في السياسة الهندية بسبب عدد الناخبين الكبير فيها. فاز حزب بهوجان ساماج بأغلبية في انتخابات جمعية أوتار براديش لعام 2007، حيث قدم مرشحين من مجموعة متنوعة من الطوائف والديانات. رافقت الحملة شعار ملون: هاثي ناحين، غانيش هين، براهما، فيشنو ماهيش هين: «الفيل (شعار حزب بهوجان ساماج) هو حقًا اللورد غانيشا، ثالوث الآلهة مدمج في واحد».
حصل حزب بهوجان ساماج على 20 مقعدًا في لوك سابها من ولاية أوتار براديش في انتخابات عام 2009، وحصل على أعلى نسبة (27.42%) من الأصوات لأي حزب سياسي في الولاية. وجاء الحزب في المرتبة الثالثة من حيث نسبة الاقتراع الوطنية (6.17%).

### ولاية رابعة، 2007-12: الأغلبية المطلقة لحزب بهوجان ساماج
أدى ماياواتي اليمين الدستورية كرئيس لوزراء ولاية أوتار براديش للمرة الرابعة في 13 مايو 2007. وأعلنت أجندة تركز على توفير العدالة الاجتماعية للفئات الأضعف في المجتمع وتوفير فرص العمل بدلاً من توزيع الأموال على العاطلين عن العمل. كان شعارها تحويل «أوتار براديش» («المقاطعة الشمالية») إلى «أوتام براديش» («مقاطعة ممتازة»). بدأت حكومتها حملة كبيرة على المخالفات في عملية تجنيد ضباط الشرطة الذين تم تجنيدهم خلال حكومة مولايام سينغ السابقة. فقد أكثر من 18000 من رجال الشرطة وظائفهم بسبب مخالفات في توظيفهم وتم إيقاف 25 من ضباط الشرطة الهندية لتورطهم في الفساد أثناء تجنيدهم. أقامت ماياواتي إصلاحات لإدخال الشفافية في عملية التوظيف، بما في ذلك نشر نتائج اختبارات الاختيار عبر الإنترنت.
في 10 أغسطس 2007، اقترحت حكومة ماياواتي حجز 30 في المائة من الوظائف في القطاع الخاص. تم أيضًا تقديم حصة للترقيات، ولكن تم إلغاؤها لاحقًا من قبل المحكمة العليا في الهند.
في سبتمبر 2007، بدأ برنامج بيمراو أمبيدكار للتنمية الريفية المتكاملة. تم إطلاق مخطط الدكتور أمبيدكار غرام فيكاس يوجانا لتزويد المياه والكهرباء وشق الطرق في القرى ذات الأغلبية من الداليت. في إطار هذا المخطط، تلقت 24716 قرية تحسينات.
في عام 2008، أطلقت ماياواتي، ماناوار شري كانشيرام جي شهري جريب أواس يوجنا، وهو مخطط لبناء مستعمرات سكنية منخفضة التكلفة لفقراء الحضر مع 90.000 منزل منخفض التكلفة في إطار الجولة الأولى من البناء في مختلف البلدات والمدن في جميع أنحاء الولاية بينما الثانية وكانت الجولة الثالثة لا تزال جارية عندما انتهت الحكومة في عام 2012 وألغت الحكومة التالية المخطط بما في ذلك قطع الكهرباء عن هذه المستعمرات.
بدأت حكومة ماياواتي جهودًا لإنشاء محطات للطاقة الشمسية وبدأت أول محطة للطاقة الشمسية بقدرة 5 ميجاوات في نايني بمنطقة الله أباد عملها في مارس 2012 وتم تطويرها بواسطة شركة خلاصة وافية للأدوية الإلكترونية المحدودة. وقعت حكومة أوتار براديش مذكرة تفاهم مع شركة الطاقة الحرارية الوطنية المحدودة لمحطة طاقة بقدرة 1320 ميجاوات.
ربط مشروع ماياواتي الذي يحلم بطول 165 كم من ستة حارات طريق يامونا السريع دلهي بأجرا عبر طريق نويدا - نويدا الكبرى السريع، ولمس 1182 قرية في الولاية. في وقت لاحق، هبطت طائرة مقاتلة تابعة للقوات الجوية الهندية داسو ميراج 2000 على طريق يامونا السريع كجزء من التجارب. في 15 يناير 2008، افتتحت ماياواتي بناء طريق جانجا السريع بطول 1047 كم بتكلفة 30.000 كرور روبية (4.2 مليار دولار أمريكي) للانضمام إلى باليا إلى نويدا الكبرى.
في نوفمبر 2009، خصص ماياواتي مترو نويدا الذي تم تشييده بتكلفة 557 كرور روبية (78 مليون دولار أمريكي). لقد اقترحت بقوة بناء مطار جوار بالقرب من نويدا.
في أكتوبر 2011، نجحت حكومة ماياواتي في إطار شراكة بين القطاعين العام والخاص مع مجموعة مجموعة جايبي في تنفيذ وتسليم أول سباق الجائزة الكبرى الهندي F1، وهو حدث دولي في حلبة بوذا الدولية، نويدا الكبرى التي شيدتها مجموعة جايبي. تم الترحيب بالحدث لأنه تم إجراؤه بشكل لا تشوبه شائبة لإنقاذ بعض مكانة الهند عند مقارنتها بإحراج بسيط في ألعاب الكومنولث 2010 (قبل حفل الافتتاح) التي أجريت في دلهي. وقدمت ماياواتي الكأس الفائزة للفائز سيباستيان فيتيل. وجد الأجانب المسار على أنه «مثير للإعجاب» واختارت لجنة F1 3 مراهقين هنود لتدريبهم كسائقي فورمولا 1 في المستقبل في أوروبا.
شهدت ماياواتي إنجاز العديد من النصب التذكارية المخصصة لأيقونات بهوجان ساماج لأول مرة في الهند، بما في ذلك حديقة مانيوار شري كانشيرام جي جرين إيكو (تم افتتاحها في مارس 2011)، وراشتريا داليت بريرنا ستال وحديقة خضراء (تم افتتاحها في أكتوبر 2011)، والدكتور بيمراو أمبيدكار ساماجيك باريفارتان براتيك ستال (افتتح في نوفمبر 2012). أعادت تسمية منطقة أميثي باسم تشاراباتي ساهوجي ماهاراج ناغار، وكانبور ديهات في دور رامباي ناغار، وسمبال باسم فهيم ناغار، وشملي باسم برابودا ناغار، وهابر باسم بسانتشيل ناغار، وكاسجانج في دور كانشيرام ناغار، وحتراس فيمايا ناغار وعمروها في دورجي بي ناغار.
وجهت ماياواتي خلال فترة ولايتها جميع المفوضين وقضاة المقاطعات لتوزيع 3 أفدنة من قطع الأرض أو الباتا على القطاعات الأضعف في المجتمع من خلال إطلاق حملة خاصة لتجريد الحيازات غير القانونية من الباتا منهم وتحديد الفقراء المؤهلين من خلال المراقبة المنتظمة للباتا واتخاذ إجراءات صارمة ضد المافيات والعضلات من خلال التحقق الفوري من برامج التنمية والرفاهية العامة المختلفة.
في عام 2010، تم تخصيص 5596 شخصًا ينتمون إلى مجتمعات الطوائف المنبوذة والشعبية 1054.879 هكتارًا من الأراضي الزراعية. وفي حملة خاصة، تم تقديم 74 تقريرًا عن معلومات الطيران وتم اعتقال 88 شخصًا بتهمة الاحتلال غير القانوني لأراضي زراعية.
خدمة معلومات السكر تم تطوير موقع نموذجي مدعوم من قبل خدمة الرسائل القصيرة ونظام الاستجابة الصوتية التفاعلية.
في عام 2008، أنشأت حكومتها جامعة د.شكونتالا مصرة الوطنية لإعادة التأهيل للطلاب المعاقين جسديًا.
خصصت ماياواتي مستشفى المئوية الفائق التخصص الذي يحتوي على 286 سريرًا (8.9 مليون دولار أمريكي) ₹ 63.5 كرور روبية في لكناو ووحدة رعاية حرجة بسعة 50 سريرًا في جامعة شاتراباتي شاهوجي مهراج الطبية وزيادة رواتب الأطباء. أطلقت ماياواتي، في 2007، ₹ 500 كرور روبية (70 مليون دولار أمريكي) مستشفى مانياوار كانشيرام متعدد التخصصات في نويدا الكبرى والذي بدأ خدمات العيادات الخارجية في أبريل 2013. أنفقت حكومة ماياواتي أيضًا ₹ 510 كرور روبية (72 مليون دولار أمريكي) على Dr. B.R. مستشفى أمبيدكار متعدد التخصصات في القطاع 30 من نويدا.
أسست حكومتها أيضًا جائزة سانت رافيداس كالا السمان مع جائزة نقدية قدرها 1.25 لكح (1800 دولار أمريكي).
تحت قيادة سافيتري باي فول باليكا شيكشا ماداد يوجنا، وزعت ماياواتي أكثر من 10 دراجات هوائية بين الفتيات المسلمات والفقيرات في المدارس من 2008 إلى 2011.
بعد وصولها إلى السلطة في عام 2007، كتبت ماياواتي رسائل إلى رئيس الوزراء بشأن تقسيم ولاية أوتار براديش إلى أربع ولايات مختلفة في عام 2007، في مارس 2008 وديسمبر 2009. أخيرًا في 15 نوفمبر 2011، وافق مجلس وزراء ماياواتي على تقسيم ولاية أوتار براديش إلى أربع ولايات مختلفة (باشيم براديش، وأواد براديش، وبوندلكاند، وبورفانتشال) لتحسين الإدارة والحوكمة.
في 6 مارس 2012 خسر حزب باهوجان ساماج أغلبيته لصالح حزب ساماجوادي وقدمت ماياواتي استقالتها إلى حاكم ولاية أوتار براديش في اليوم التالي، وبذلك أصبحت أول رئيسة وزراء يكمل خمس سنوات كاملة في منصبه. في 13 مارس 2012 قدمت أوراق ترشيح لراجيا سبها، وتم إعلان انتخابها دون معارضة في 22 مارس.

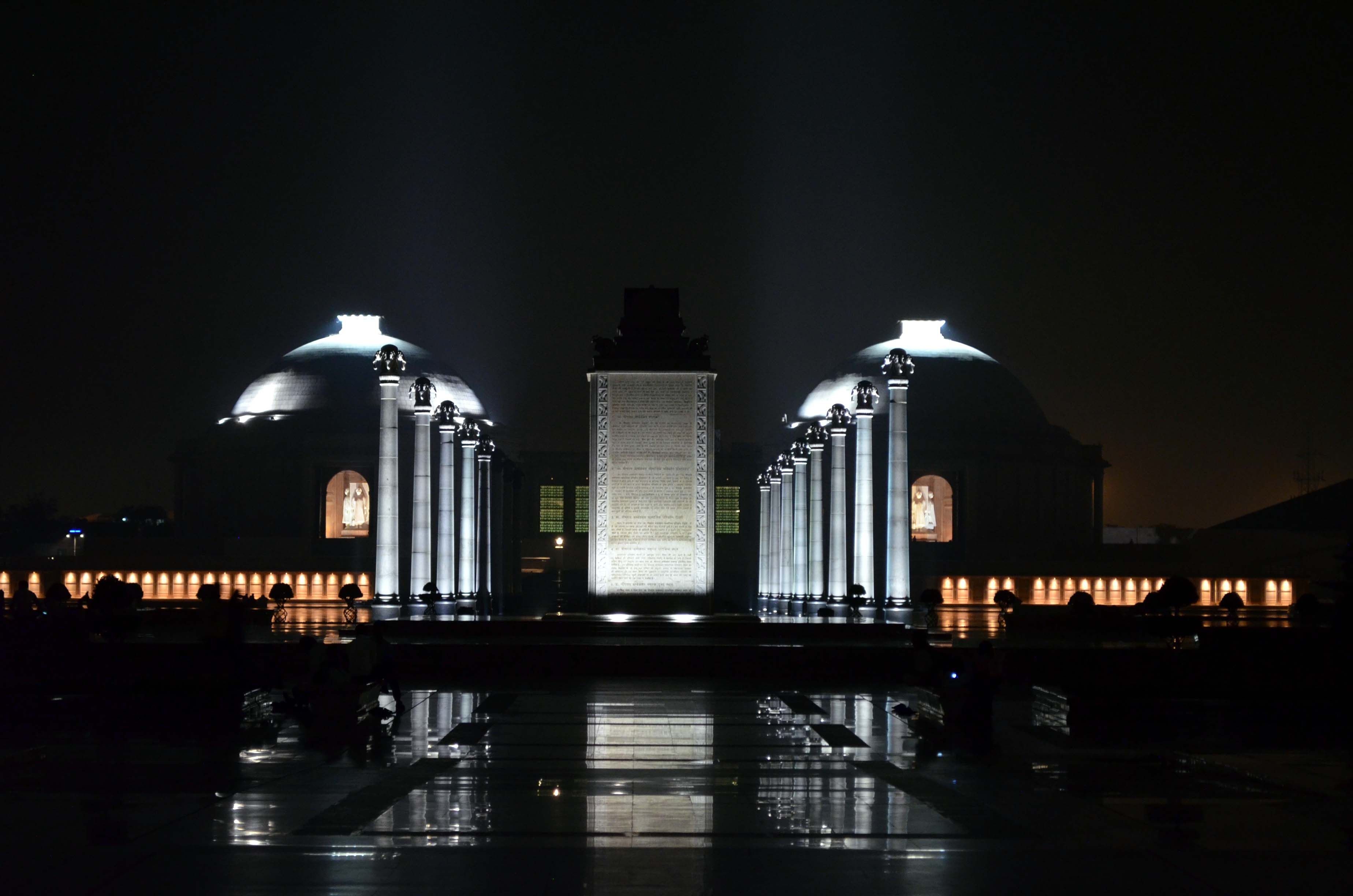
حديقة أمبيدكار التذكارية في الليل

### القضايا السياسية والقانونية
اجتذبت الحياة السياسية لمياواتي الثناء والجدل. لقد تم الإشادة بها لجهودها في جمع التبرعات نيابة عن حزبها، وكانت أعياد ميلادها أحداثًا إعلامية كبيرة وكذلك رمزًا لمؤيديها. نظر النقاد إلى الزيادة في ثروتها الشخصية وثروة حزبها على أنها مؤشرات على الفساد.
قضية ممر تاج
في عام 2002، بدأت حكومة ولاية أوتار براديش في تحسين البنية التحتية في ممر تاج التراث، وهي منطقة سياحية مهمة في أغرا تضم تاج محل. سرعان ما واجه المشروع مشاكل، بما في ذلك الأموال التي تم الإفراج عنها للمشروع دون تقديم تقارير المشروع التفصيلية المطلوبة إلى السلطات البيئية. للاشتباه في وجود مخالفات مالية أيضًا، قام مكتب التحقيقات المركزي بمداهمة اثني عشر منزلاً، بما في ذلك ماياواتي. وكانت قد قدمت أول تقرير إعلامي ضدها وضد سبعة آخرين قبل يومين. كشفت المداهمة عن أدلة على وجود أصول لا تتناسب مع دخلها المعروف. بعد ذلك، استقالت ماياواتي من حكومتها لتثبت أنها ليست «متعطشة للسلطة» وطلبت من حكومة الهند التي يديرها حزب بهاراتيا جاناتا إقالة وزير السياحة والثقافة في الاتحاد جاغموهان  لتآمره على كل هذا الجدل ضدها.
راجيسوار قالت في يونيو / حزيران 2007 إنه لا توجد أدلة كافية لمقاضاتها. قال في طلبه المكون من 23 صفحة: "حقيقة أن مجلس إدارة البعثة، الذي يتألف من مسؤولين من كل من الدولة والحكومة المركزية، اجتمع بانتظام وناقش المشروع وحقيقة أنه تم إنفاق مبلغ 17 كرور روبية بشكل منتظم من خلال تعهد القطاع العام للحكومة المركزية، المجلس الوطني لنواب الشعب الصيني، يذهبون جميعًا لإظهار أن الجرائم الخطيرة التي اتهم بها ماياواتي والوزير لا تخضع للتدقيق. طعن المحامون دون جدوى في قرار المحافظ في المحكمة. رفضت المحكمة العليا التماس البنك المركزي العراقي ورفضت توجيه المحافظ لمقاضاتها. تم بالفعل إنهاء قضية تاج كوريدور قبل تقديمه للمحاكمة.
حالة الأصول غير المتناسبة
في عام التقييم 2007–08، دفعت ماياواتي ضريبة دخل قدرها 26 كرور روبية، لتحتل المرتبة بين أفضل 20 دافع ضرائب في الدولة. في وقت سابق، رفع البنك المركزي العراقي دعوى ضدها لامتلاكها أصولًا لا تتناسب مع مصادر دخلها المعروفة. ووصفت مياواتي تحقيق المكتب المركزي للتحقيق ضدها بأنه غير قانوني. وأكد حزبها أن دخلها يأتي من الهدايا والمساهمات الصغيرة من العاملين في الحزب وأنصاره.
في 3 أغسطس 2011، رفضت محكمة دلهي العليا استئناف الحكومة المركزية ضد ماياواتي، قائلة إنها «أوفت بالتزاماتها بالكامل من خلال الكشف عن هويات جميع المتبرعين لها، وقد تبرع مؤيدوها بالهدايا». قررت الحكومة المركزية عدم تقديم استئناف أمام المحكمة العليا. في 13 مارس 2012، كشفت ماياواتي عن أصول بقيمة 111.26 كرور روبية في إفادة خطية مقدمة مع أوراق ترشيحها لراجيا سبها. أُلغيت قضية الأصول غير المتكافئة أخيرًا في 6 يوليو / تموز 2012 - بعد تسع سنوات - من قبل هيئة المحكمة العليا للقاضي بي ساتاسيفام وديباك ميسرا، وجدت المحكمة أن القضية لا مبرر لها. بناءً على رأي من مديرية النيابة، قرر البنك المركزي العراقي عدم تقديم استئناف. في 4 أكتوبر / تشرين الأول 2012، قدم كامليش فيرما التماسًا للمراجعة، زعم فيه أن القضية قد رُفضت لأسباب فنية فقط، وأن الأدلة لم تتم مراجعتها بشكل كافٍ. في 8 أغسطس 2013، رفضت المحكمة العليا طلب إعادة فتح القضية. بعد طلب المشورة القانونية، أغلق البنك المركزي العراقي ملفه أخيرًا في 8 أكتوبر 2013.
آثار بهوجان
في فترة عملها كرئيسة للوزراء كلفت ماياواتي بإنتاج وعرض العديد من المعالم الأثرية التي تحتوي على حدائق وغاليريهات ومتاحف ونصب تذكارية وجداريات وتماثيل تمثل رموز البوذية والهندوسية وداليت / أو بي سي مثل غوتاما بوذا وجادج مهراج وسانت رافيداس وسانت. كبير، نارايانا جورو، جيوتيراو فول، شاتراباتي شاهوجي ماهراج، باباصحب أمبيدكار، مؤسس حزب بهوجان ساماج كانشي رام، ومن نفسها. تدعي أن الإنفاق كان مطلوبًا لأن الحكومات السابقة لم تُظهر الاحترام لقادة الداليت، الذين لم يُبنى أي شيء في ذاكرتهم. أنفقت ما بين ₹ 25 و60 مليار روبية (حوالي 500 مليون دولار أمريكي إلى 1.3 مليار دولار أمريكي) على مشاريع في خمس حدائق وفي نصب تذكارية مثل دكتور أمبيدكار ساماجيك باريفارتان ستال ومانيافار كانشيرام سمارك ستال، تم بناؤه باسم أمبيدكار ورامباي أمبيدكار وكانشي رام في لكناو بين عامي 2007 و2009. أفاد المراقب المالي والمدقق العام في الهند أن ₹ 66 كرور روبية (حوالي 12 مليون دولار أمريكي) في التكاليف الزائدة قد تم تكبدها على بناء النصب التذكارية. في فبراير 2010، وافقت حكومة ماياواتي على خطة لقوة شرطة خاصة لحماية التماثيل، حيث كانت تخشى أن يقوم خصومها السياسيون بهدمها. في ديسمبر 2010، تلقت حكومتها إذنًا بمواصلة جزء من الخطة، أي صيانة وإكمال حديقة أمبيدكار التذكارية.
على الرغم من الإقامة الحالية للمحكمة العليا، في أكتوبر 2011، افتتحت ماياواتي راشتريا داليت بريرنا ستال والحديقة الخضراء، التي بنيت بتكلفة 685 كرور روبية. نظرًا لأن النصب التذكاري يضم أيضًا تماثيلها الخاصة، فقد اتهم المؤتمر الوطني الهندي ماياواتي بإهدار أموال دافعي الضرائب. رفض حزب بهوجان ساماج المزاعم، مشيرًا إلى أنه تم نصب تماثيلها لأن إرادة كانشي رام طلبت أن يتم بناء تماثيله بجانب تماثيل الرئيس الحالي لحزب بهوجان ساماج. واتهمت ماياواتي الكونجرس بأنه «مناهض للداليت».
في يناير 2012، أمرت لجنة الانتخابات بالتستر على جميع تماثيل ماياواتي وكذلك التماثيل الحديثة للفيلة (رمز حزب باهوجان ساماج) حتى ما بعد انتخابات أوتار براديش في فبراير. في 26 يوليو 2012، تضرر التمثال في لكناو من قبل أعضاء مجموعة تطلق على نفسها اسم «أوتار براديش نونيرمان سينا». تم إعادة تثبيت تمثال بديل بين عشية وضحاها من قبل إدارة مدينة لكناو. في أعقاب التخريب المتعمد في لكناو، وقعت حوادث مماثلة في أجزاء أخرى من ولاية أوتار براديش.
في عام 2015، واصلت المحكمة العليا جلسات الاستماع في قضية التأمين البريدي على الحياة حول التماثيل.
انتقادات البنك الدولي
أقرض البنك الدولي أموالاً للهند من أجل التنمية، وكان على ماياواتي إدارة المشاريع بهذه الأموال في أوتار براديش. تم التخطيط المسبق للمشاريع وفي الموعد المحدد، لكن حكومة ماياواتي أجرت تغييرات أدت إلى تأخر المشاريع عن الجدول الزمني، بما في ذلك النقل السريع لمديري الطبقات العليا داخل وخارج المناصب الريفية. أرسل البنك الدولي رسالة شكوى في 1 أغسطس / آب 2002 إلى الحكومة المركزية في الهند تفيد بما يلي: «لقد علمنا الآن أنه تم استبدال مديري المشروع في غضون ثلاثة أسابيع من توليهم مناصبهم. تم تغيير منسق المشروع لمشروع دعم الزراعة المتنوعة مرتين في تتابع سريع وفي الوقت الحالي لا يوجد منسق للمشروع. في مشروع الغابات، تم إجراء العديد من التغييرات على مدى الأشهر الستة الماضية... مثل هذه التطورات لا تبشر بالخير لهذه المشاريع المحددة زمنياً والتي تتطلب قيادة جيدة باستمرار». ردت مhياواتي في البداية بالقول إن الرسالة مزورة وقالت لاحقًا إن هناك سوء فهم. ثم خفضت عدد عمليات النقل، وتوقفت عن إنشاء وظائف جديدة، وخفضت مؤقتًا مستوى الإنفاق الحكومي على الأثاث والمركبات ردًا على الادعاءات. استمر البنك الدولي في انتقاد مستوى الفساد حتى بعد تنفيذ هذه الإجراءات.

## الحياة الشخصية والصورة العامة

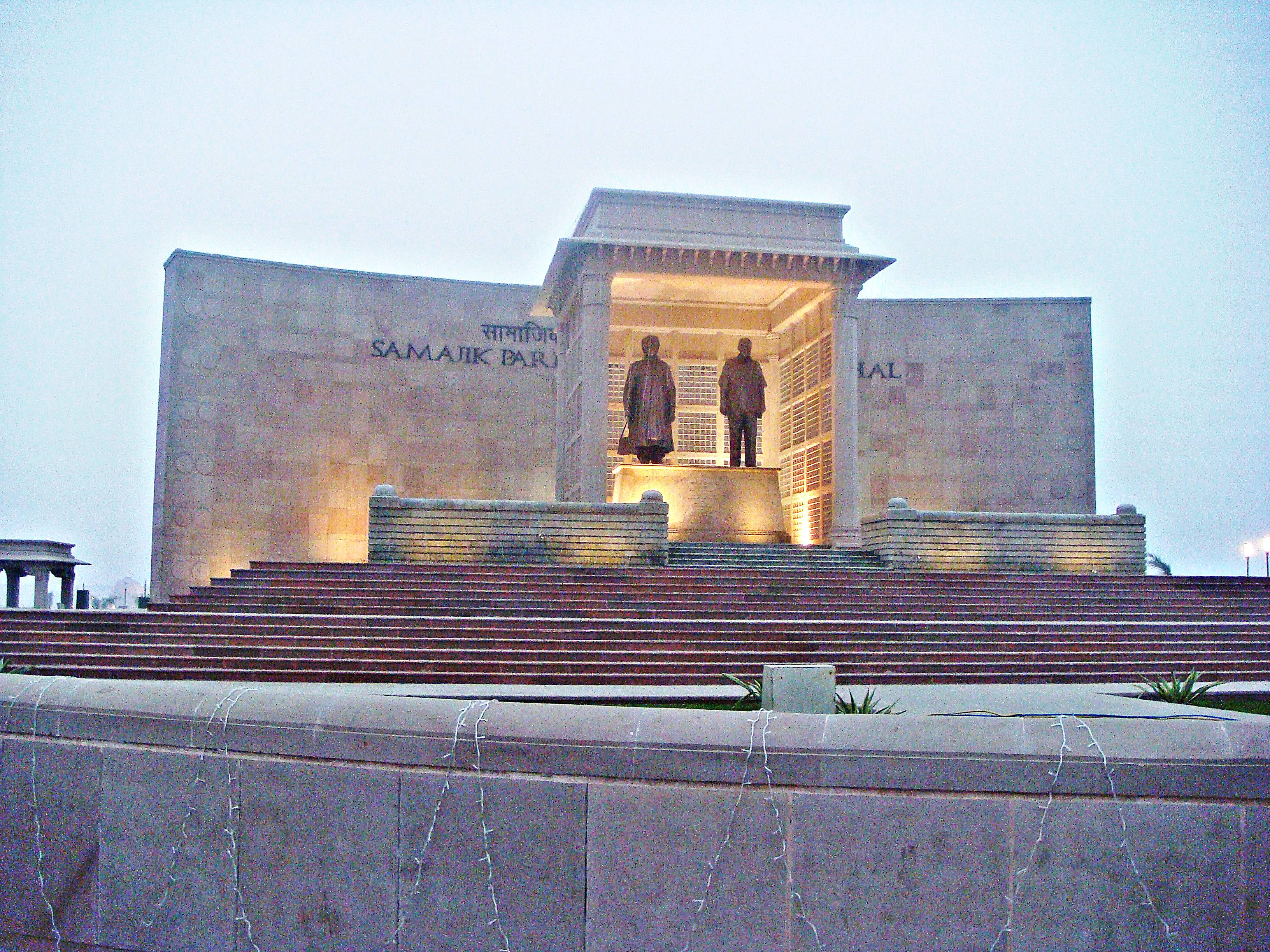
تماثيل ماياواتي (على اليسار) وكانشي رام (على اليمين) في حديقة أمبيدكار التذكارية

بدأت ماياواتي حياتها المهنية السياسية بعد أن أقنعها كانشي رام، مؤسس حزب باهوجان ساماج، بالانضمام إلى الخدمة المدنية والسياسة. اختارت ماياواتي البقاء غير متزوجة. وهي معروفة أيضًا باسم السيدة الحديدية ماياواتي.
أشاد كانشي رام بماياواتي في احتفالات عيد ميلادها السابع والأربعين لأنشطتها في جمع التبرعات نيابة عن الحفلة. وذكر أن الهدف النهائي للحزب هو الوصول إلى السلطة على المستوى الوطني، وأن جهود ماياواتي ساعدت في هذا المسعى. أصبحت أعياد ميلادها منذ ذلك الحين أحداثًا إعلامية رئيسية ظهرت فيها محملة بالماس. أعلن أنصارها أن عيد ميلادها هو جان كاليانكاري ديواس (يوم رفاهية الشعب). في عام 2009، تميز اليوم بالإعلان عن خطط الرفاهية التي تستهدف الفقراء والمضطهدين في الولاية، وفي عام 2010، من خلال إطلاق برامج اجتماعية بقيمة تزيد عن 7312 كرور روبية.
في 2007–08، دفعت ماياواتي 26.26 كرور روبية (3.7 مليون دولار أمريكي) كضريبة دخل. كانت في المرتبة 20 في تصنيف قسم I-T لأفضل 200 دافع ضرائب بأسماء مثل شاروخان وساشين تيندولكار. دفعت ماياواتي 15 كرور روبية (2.1 مليون دولار أمريكي) كضريبة مسبقة في أبريل-ديسمبر 2007. دفعت ₹ 12.5 كرور روبية (1.8 مليون دولار أمريكي) على المداخيل الأخرى، والتي أعلنت عنها معظمها على أنها «هدايا» من قبل أعضاء الحزب.
عندما قام عمال حزب باهوجان ساماج بتكليل ماياواتي بأوراق العملة بمناسبة الاحتفال باليوبيل الفضي للحزب الذي يتزامن مع ذكرى ميلاد مؤسس حزب باهوجان ساماج كانشي رام في 15 مارس 2010، زعمت القنوات الإخبارية والصحف الهندية أنها فضحت الحدث باعتباره «فضيحة» على افتراض أن ارتكبت رئيسة الوزراء علنًا عملاً من أعمال الفساد تم التباهي به علنًا وأعلن أن إكليل العملات الورقية قد تم تكوينه من أموال من خلال وسائل فاسدة وليس من تبرعات مؤيدي حزب باهوجان ساماج كما زعم وزراءها وأنصارها. في مراسم جنازة كانشي رام في عام 2006، صرحت ماياواتي أن كلاً من كانشي رام كانت، وستظل، ملتزمة بالتقاليد والعادات البوذية. لقد أعلنت عزمها على التحول رسميًا إلى البوذية عندما تسمح لها الظروف السياسية بأن تصبح رئيسة وزراء الهند. كان فعلها في أداء الطقوس الأخيرة (تقليديا من قبل وريث ذكر) تعبيرا عن آرائهم ضد التمييز بين الجنسين. عندما كانت رئيسة وزراء ولاية أوتار براديش، دعت بيكوس علانية للصلاة.

## مؤلفات عن الماياواتي
تشمل الأدب عن ماياواتي دراسات وكتب. كان من أوائل أعمالها كتاب الصحفي محمد جميل أختر، السيدة الحديدية كوماري ماياواتي. سيرتها الذاتية هي حركة سانغارشماي جيفان إيفام باهوجان في ثلاثة مجلدات باللغة الهندية و«سفر من حياتي التي يملؤها النضال» و«باهوجان ساماج» في مجلدين باللغة الإنجليزية. بهنجي: سيرة سياسية لماياواتي هي سيرة ذاتية للصحفي المخضرم أجوي بوس. هناك أخبار تفيد بأن بوليوود ستصدر فيلمًا جديدًا عن حياة ماياواتي، حيث ستلعب فيديا بالان دورًا رئيسيًا.

## الجوائز والتقدير
في عام 2003، حصلت ماياواتي، كرئيسة للوزراء، على جائزة زميل بول هاريس من قبل اليونيسف ومنظمة الصحة العالمية ومنظمة الروتاري الدولية لمبادرتها في القضاء على شلل الأطفال. كما تم تكريم ماياواتي بجائزة راجارشي شاهو من قبلصندوق راجارشي شاهو التذكاري. في عام 2008، أضافت فوربس ماياواتي إلى المركز 59 على قائمتها لأقوى 100 امرأة في العالم. ظهرت في قائمة أفضل النساء الإنجازات في نيوزويك في عام 2007. في عام 2009، وصفتها مقالة في مجلة نيوزويك بأنها باراك أوباما من الهند، ومرشحة محتملة لرئاسة الوزراء. أدرجت مجلة تايم ماياواتي في قائمة الهند الخمسة عشر الأكثر تأثيراً لعام 2007.

## روابط خارجية
- البيانات البيولوجية الرسمية
- حزب بهوجان ساماج
- ماياواتي على موسوعة بريتانيكا